# Volta a Espanya de 2025
La Volta a Espanya de 2025 és la 80a edició de la Volta a Espanya. La cursa tindrà una durada de 3 setmanes, començant el 23 d'agost a Turí (Itàlia) i acabant a Madrid el 14 de setembre. La prova tingué 21 etapes i un recorregut de 3.151 km. Fou la 31a prova de l'UCI World Tour.

## Equips
Vint-i-tres equips participaren a la cursa: els 18 WorldTeams, que hi tenen la participació garantida, els dos millors UCI ProTeams del 2024 (Lotto Dstny i Israel-Premier Tech) i dos equips convidats per l'organització de la prova (Burgos Burpellet BH i Caja Rural-Seguros RGA). Excepcionalment la UCI va permetre un equip més, el convidat fou Q36.5 Pro Cycling Team.
| WorldTeams (18)- Alpecin-Deceuninck - Arkéa-B&B Hotels - Bahrain-Victorious - Cofidis - Decathlon AG2R La Mondiale Team - EF Education-EasyPost - Groupama-FDJ - Ineos Grenadiers - Intermarché-Wanty - Lidl-Trek - Movistar Team - Red Bull-BORA-hansgrohe - Soudal Quick-Step - Team Jayco AlUla - Team Picnic-PostNL - Team Visma \| Lease a Bike - UAE Team Emirates XRG - XDS Astana Team ProTeams (5)- Burgos-Burpellet-BH - Caja Rural-Seguros RGA - Q36.5 Pro Cycling Team - Israel-Premier Tech - Lotto |
| |

## Etapes
La Volta sortirà de Torí, trepitjant territori italià per primera vegada i recorrerà territori italià durant tres etapes, la primera de les quals una plana de 183 quilòmetres. Les següents 20 etapes n'inclogueren tres etapes planes, sis de mitja muntanya, cinc de muntanya, tres amb perfil ondulat, una contrarellotge per equips i una contrarellotge individual.
| Etapa     | Data      | Ciutats d'etapa                              | type                      | Distància (km) | Desnivell (m) | Vencedor de l'etapa | Líder de la general |
| --------- | --------- | -------------------------------------------- | ------------------------- | -------------- | ------------- | ------------------- | ------------------- |
| 1a etapa  | 23 de ago | Palau reial de Venaria – Novara              | etapa plana               | 183            | 1.282 m       |                     |                     |
| 2a etapa  | 24 de ago | Alba – Limon                                 | etapa plana               | 157            | 1.860 m       |                     |                     |
| 3a etapa  | 25 de ago | San Maurizio Canavese – Ceres                | etapa de mitja muntanya   | 139            | 1.986 m       |                     |                     |
| 4a etapa  | 26 de ago | Susa – Voiron                                | etapa de mitja muntanya   | 192            | 3.264 m       |                     |                     |
| 5a etapa  | 27 de ago | Figueres – Figueres                          | contrarellotge per equips | 20             | 135 m         |                     |                     |
| 6a etapa  | 28 de ago | Olot – Pal                                   | etapa de muntanya         | 171            | 3.416 m       |                     |                     |
| 7a etapa  | 29 de ago | Andorra la Vella – Cerler                    | etapa de muntanya         | 187            | 4.483 m       |                     |                     |
| 8a etapa  | 30 de ago | Castell de Montsó – Saragossa                | etapa plana               | 158            |               |                     |                     |
| 9a etapa  | 31 de ago | Alfaro – Valdezcaray                         | etapa accidentada         | 195            |               |                     |                     |
| 10a etapa | 2 de set  | Sendaviva – Larra-Belagua                    | etapa plana               | 168            |               |                     |                     |
| 11a etapa | 3 de set  | Bilbao – Bilbao                              | etapa de mitja muntanya   | 167            |               |                     |                     |
| 12a etapa | 4 de set  | Laredo – Los Corrales de Buelna              | etapa de mitja muntanya   | 143            |               |                     |                     |
| 13a etapa | 5 de set  | Cabezón de la Sal – L'Angliru                | etapa de muntanya         | 202            | 3.985 m       |                     |                     |
| 14a etapa | 6 de set  | Avilés – Alto de la Farrapona                | etapa de muntanya         | 135            | 4.044 m       |                     |                     |
| 15a etapa | 7 de set  | A Veiga – Monforte de Lemos                  | etapa de mitja muntanya   | 167            |               |                     |                     |
| 16a etapa | 9 de set  | Poio – Mos                                   | etapa de mitja muntanya   | 172            |               |                     |                     |
| 17a etapa | 10 de set | O Barco de Valdeorras – Puerto del Morredero | etapa de mitja muntanya   | 143            |               |                     |                     |
| 18a etapa | 11 de set | Valladolid – Valladolid                      | contrarellotge individual | 26             |               |                     |                     |
| 19a etapa | 12 de set | Rueda – Guijuelo                             | etapa plana               | 159            | 1.369 m       |                     |                     |
| 20a etapa | 13 de set | Robledo de Chavela – Bola del Mundo          | etapa de muntanya         | 156            | 4.106 m       |                     |                     |
| 21a etapa | 14 de set | Valdeolmos-Alalpardo – Madrid                | etapa plana               | 101            | 836 m         |                     |                     |

## Classificacions finals

### Classificació general
| \| Classificació general \| Classificació general \| Classificació general \| Classificació general \| Classificació general \| \| Corredor \| Corredor \| Equip \| Temps \| \| \| --------------------- \| --------------------- \| --------------------- \| --------------------- \| --------------------- \| |          |       |       |
| |          |       |       |
| Font: ProCyclingStats |          |       |       |
| Classificació general |          |       |       |
| Corredor | Corredor | Equip | Temps |

| Classificació per punts | Classificació per punts | Classificació per punts | Classificació per punts | Classificació per punts |
| Corredor                | Corredor                | Equip                   | Punts                   |                         |
| ----------------------- | ----------------------- | ----------------------- | ----------------------- | ----------------------- |

| Classificació per punts | Classificació per punts | Classificació per punts | Classificació per punts | Classificació per punts |
| Corredor                | Corredor                | Equip                   | Punts                   |                         |
| ----------------------- | ----------------------- | ----------------------- | ----------------------- | ----------------------- |

| Classificació de la muntanya | Classificació de la muntanya | Classificació de la muntanya | Classificació de la muntanya | Classificació de la muntanya |
| Corredor                     | Corredor                     | Equip                        | Punts                        |                              |
| ---------------------------- | ---------------------------- | ---------------------------- | ---------------------------- | ---------------------------- |

| Classificació de la muntanya | Classificació de la muntanya | Classificació de la muntanya | Classificació de la muntanya | Classificació de la muntanya |
| Corredor                     | Corredor                     | Equip                        | Punts                        |                              |
| ---------------------------- | ---------------------------- | ---------------------------- | ---------------------------- | ---------------------------- |

| Classificació del millor jove | Classificació del millor jove | Classificació del millor jove | Classificació del millor jove | Classificació del millor jove |
| Corredor                      | Corredor                      | Equip                         | Temps                         |                               |
| ----------------------------- | ----------------------------- | ----------------------------- | ----------------------------- | ----------------------------- |

| Classificació del millor jove | Classificació del millor jove | Classificació del millor jove | Classificació del millor jove | Classificació del millor jove |
| Corredor                      | Corredor                      | Equip                         | Temps                         |                               |
| ----------------------------- | ----------------------------- | ----------------------------- | ----------------------------- | ----------------------------- |

| Classificació per equips | Classificació per equips | Classificació per equips | Classificació per equips |
| Equip                    | Equip                    | Temps                    |                          |
| ------------------------ | ------------------------ | ------------------------ | ------------------------ |

| Classificació per equips | Classificació per equips | Classificació per equips | Classificació per equips |
| Equip                    | Equip                    | Temps                    |                          |
| ------------------------ | ------------------------ | ------------------------ | ------------------------ |

## Evolució de les classificacions
| Etapa     |                           |
| --------- | ------------------------- |
| 1a etapa  | etapa plana               |
| 2a etapa  | etapa plana               |
| 3a etapa  | etapa de mitja muntanya   |
| 4a etapa  | etapa de mitja muntanya   |
| 5a etapa  | contrarellotge per equips |
| 6a etapa  | etapa de muntanya         |
| 7a etapa  | etapa de muntanya         |
| 8a etapa  | etapa plana               |
| 9a etapa  | etapa accidentada         |
| 10a etapa | etapa plana               |
| 11a etapa | etapa de mitja muntanya   |
| 12a etapa | etapa de mitja muntanya   |
| 13a etapa | etapa de muntanya         |
| 14a etapa | etapa de muntanya         |
| 15a etapa | etapa de mitja muntanya   |
| 16a etapa | etapa de mitja muntanya   |
| 17a etapa | etapa de mitja muntanya   |
| 18a etapa | contrarellotge individual |
| 19a etapa | etapa plana               |
| 20a etapa | etapa de muntanya         |
| 21a etapa | etapa plana               |
| Final     |                           |